# Nubar Pacha
Nubar Pacha (en نوبار باشا, en Նուբար Փաշա) est un homme politique ottoman d'origine arménienne né en janvier 1825, Empire ottoman, mort à Paris le 14 janvier 1899.

## Biographie
La famille arménienne Nubarian est originaire de Smyrne en Anatolie. Au début du XIXe siècle, la famille Nubarian s'est déplacée vers l'Égypte pour se mettre au service de Méhémet Ali, après qu'il eut été nommé gouverneur d'Égypte en 1806. Boghos Youssoufian, lié aux Nubarian par le mariage de sa sœur avec Meguerditch Nubarian, a travaillé avec Méhémet Ali dès les années 1810-1813 et s'est installé à Alexandrie. Boghos Youssoufian se fait appeler Boghos Youssouf, en français ou italien, Khodja Boghos, Maître Boghos, en turc, ou Boghos bey Youssouf, est originaire de Smyrne. Il est chef interprète de Méhémet Ali, contrôleur des finances en 1825 il nationalise les douanes permettant de remplir les caisses du Trésor égyptien, puis directeur du commerce et des affaires européennes à partir de 1826, ministre des affaires étrangères et du commerce en 1833 et a ensuite cumulé cette fonction avec celles de ministre des finances, de l'intérieur et de la défense. Son frère, Bedros Youssoufian, réside à Trieste. Boghos Youssoufian meurt à Alexandrie en 1844. , Bien que ne l'approuvant pas, Boghos Youssouf a soutenu Méhémet Ali pendant la deuxième guerre égypto-ottomane, entre 1839 et 1841. La défaite de l'empire ottoman a ouvert la question d'Orient en entraînant l'intervention des puissances européennes. La convention de Londres de 1841 confirme la souveraineté héréditaire de Méhémet-Ali sur l'Égypte.
Boghos Youssoufian a aidé la famille de Meguerditch Nubarian. Ce dernier a été le chargé d'affaires de Méhémet Ali à Smyrne avant d'être un « agent officieux de Mohammed Aly à Paris ». Meguerditch Nubarian meurt à Marseille en 1842 au cours d'une mission pour Méhémet Ali. Boghos Youssoufian n'a pas eu d'enfants et a aidé ceux de Meguerditch Nubarian, Garabed dit Carlo, Nubar et Arakel en les faisant venir en Égypte et les introduisant auprès de Méhémet Ali. Garabed a été secrétaire-interprète de Méhémet Ali mais il meurt en 1839. Boghos Youssoufian fait venir en Égypte son neveu Nubar en 1842. Il a alors 17 ans. Ne connaissant pas le turc, ayant fait ses études en France à l'école de Sorèze, entre 1836 et 1840, puis en Suisse, il lui fait apprendre cette langue pour travailler avec Méhémet Ali. À la mort de Boghos Youssoufian, il est interprète de Khosrew Bey Tcherakian. Khosrew Bey Tcherakian et son frère Artin Bey Tcherakian sont les fils de Sukias Tcherakian et les neveux de Khosrew Tcherakian. Les Tcherakian appartiennent à une famille arménienne catholique originaire de Sebastia qui a émigré à Constantinople pour fuir les persécutions contre les catholiques. Sukias Tcherakian et son frère Meguerditch se sont installés en Égypte, au Caire, en 1812. Artin et Khosrov Tcherakian ont été élèves de l'école du Palais créée par Méhémet Ali pour moderniser le pays avant de poursuivre leurs études en France, en 1826. À son retour de France, Artin Tcherakian a été nommé directeur de l'école des traducteurs puis, en 1836 pendant six mois, de l'École polytechnique qui a été fondée à Bûlâq en 1834, dans les faubourgs du Caire, avec l'aide des saint-simoniens venus en Égypte avec Prosper Enfantin, en particulier Charles Lambert (1804-1864), ancien élève de l'École polytechnique. Artin Tcherakian remplace Boghos Youssoufian à sa mort, en 1844, comme Directeur du commerce et des affaires étrangères, jusqu'en 1850. Soukias Tcherakian est interprète en chef en 1843-1844 puis remplace son frère comme au poste de premier secrétaire interprète de Méhémet Ali. Artin Tcherakian quitte l'Égypte en 1850 quand Abbas Ier se défait des hommes qui ont été au service de son grand-père, Méhémet Ali. Mohamed Saïd Pacha est devenu gouverneur d'Égypte et du Soudan en 1854. Artin Tcherakian n'est revenu en Égypte qu'en 1857 mais meurt deux ans plus tard.
Nubar Nubarian est l'interprète d'Ibrahim Pacha à partir d'octobre 1847, puis chef interprète d'Abbas Ier en 1850. Il est nommé chargé d’affaires d’Égypte à Vienne, en 1853, puis secrétaire de Mohamed Saïd Pacha, enfin directeur des chemins de fer, en 1858. Nubar l'a remplacé à son poste.
Entre 1850 et 1859, c'est l'arménien Sdépan (ou Stéphane) Démirdjian qui a remplacé Artin Tcherakian comme directeur du commerce et des affaires européennes. Il avait été membre de la première mission scolaire égyptienne en France, en 1826. Il accède au pouvoir avec Ismaïl Pacha et va aider l'ascension de Nubar Nubarian.
Nubar Nubarian est nommé interprète en chef d’Ismail Pacha. Il a reçu d'Ismail Pacha le titre de pacha en 1863. Il est directeur du département des travaux publics en 1864, avant d'être directeur (ministre) des affaires étrangères en 1866. Entre 1866 et 1867, Nubar Pacha a obtenu de la Sublime Porte plusieurs concessions : l'autorisation du percement de l'isthme de Suez, la reconnaissance d'Ismaïl Pacha comme khédive ou vice-roi, et l'hérédité du titre. 
De 1866 à 1888, il a été ministre des affaires étrangères d'Égypte quatre fois sur une durée de seize ans.
Nubar Pacha a été le premier Premier ministre d'Égypte en 1878. Il a servi en tant que Premier ministre à trois reprises au cours de sa carrière. Son premier mandat a été entre août 1878 et 23 février 1879. Son deuxième mandat a été entre le 10 janvier 1884 à 9 juin 1888 pendant le règne de Tawfiq Pacha. Son dernier mandat a été entre le 16 avril 1894 et 12 novembre 1895 sous le règne d'Abbas II Hilmi. 
Il est le père de Boghos Nubar Pacha, qui a été administrateur des chemins de fer égyptiens et fondateur de l'UGAB.
Son gendre, Trigane Pacha d'Abro, ou Dikran Pacha D’abro, lui a succédé en 1881 comme ministre des affaires étrangères. Yacoub Artin Pacha (1842-1919), fils d'Artin Tcherakian, a été le dernier ministre égyptien d'origine arménienne.